# Dillingen (Sarre)
Dillingen é uma cidade da Alemanha localizada no distrito de Saarlouis, estado do Sarre.